# فقدان الأسنان

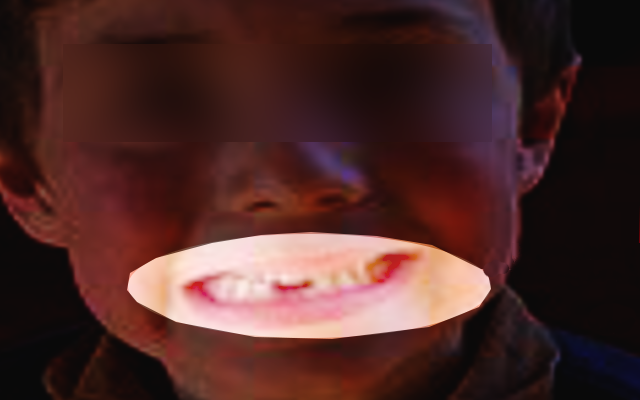
طفل بعد أن فقد اثنتين من أسنانه اللبنية، بسبب أسنانه الدائمة الموجودة أسفلها. والتي ستبزغ في اللثة لتأخذ مكانها.

فقدان الأسنان هي عملية يصبح فيها السن متحرك ثم يسقط. فقدان الأسنان أمر طبيعي للأسنان اللبنية، عندما تستبدل بالأسنان الدائمة. من ناحية أخرى فقدان الأسنان غير المرغوب فيه يكون نتيجة ضرر أو مرض مثل نزع السن (dental avulsion)، تسوس الأسنان (dental caries) وأمراض اللثة (gum diseases). إن الحالة التي يكون فيها الشخص بلا أسنان، أو عند فقدان سن أو أكثر يطلق عليها انعدام الأسنان (Edentulism).

## في الأطفال
يبدأ فقدان الأسنان عادة في سن السادسة ويستمر حتى الثانية عشر من العمر. القواطع المركزية العلوية والسفلية تتبدل ما بين سن السادسة والسابعة من العمر. القواطع الجانبية العلوية والسفلية تتبدل ما بين سن السابعة والثامنة. الأنياب العلوية تتبدل ما بين العاشرة والثانية عشر من العمر. بينما الأنياب السفلية تتبدل ما بين التاسعة والثانية عشر. الرحى الأولى العلوية والسفلية تتبدل ما بين سن التاسعة والحادية عشر. الرحى الثانية العلوية والسفلية تتبدل ما بين العاشرة والثانية عشر.

## الأسباب والوقاية

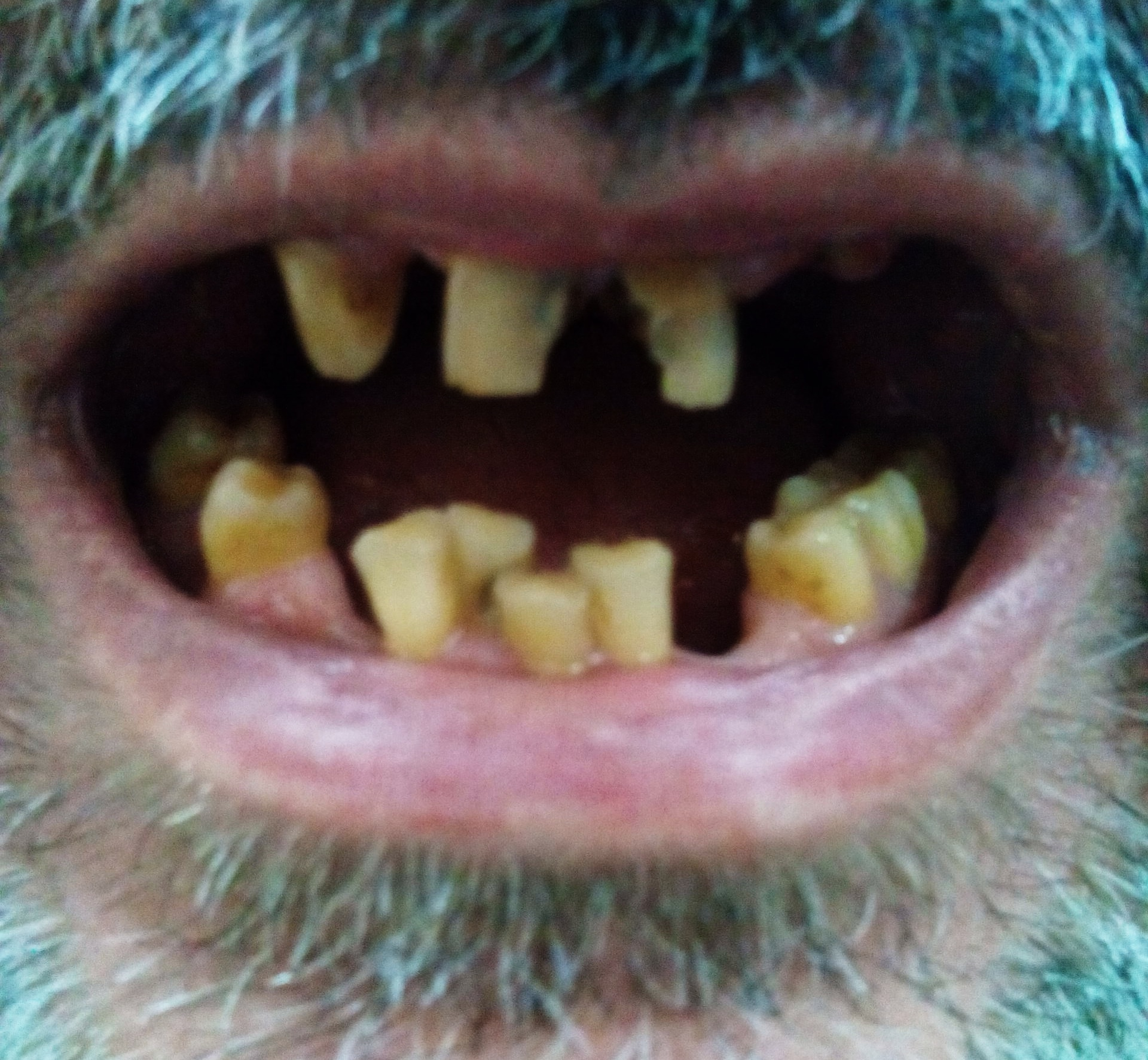
أسنان تالفة وصفراء

بينما يتقدم الإنسان في العمر تتعرض أسنانه الدائمة إلى قوى ميكانيكية طبيعية مثل المضغ، وأيضاً إلى قوى ميكانيكية غير طبيعية مثل طحن الأسنان (bruxism) والإصابات. الأسنان الدائمة أيضاً قد تتأثر بأمراض الفم. وهناك عدة طرق لأجل حماية الأسنان الدائمة من الفقدان.
الطريقة الأساسية للوقاية من فقدان الأسنان هي الوقاية من أمراض الفم. وفقدان الأسنان قد يكون نتيجة لتسوس الأسنان وأمراض اللثة، وقد يسبب تراكم اللويحة السنية تسوس الأسنان. حيث تخترق البكتيريا اللويحة السنية وتسبب النخر، وإذا بقي التسوس لفترة طويلة بدون علاج يتفتت السن. وجود اللويحة والبكتيريا يؤثران على اللثة والعظام وقدرتهما على الاحتفاظ بالأسنان في مكانها. وأمراض اللثة المعروفة بالتهاب دواعم السن تؤدي إلى انفصال التراكيب الداعمة عن الأسنان وبالتالي فقدانها. وللوقاية من فقدان السن نتيجة لتسوسه وأمراض اللثة يجب ممارسة إجرائات نظافة الفم، والفحص المنتظم عند طبيب الأسنان. إن نظافة الفم الجيدة تتكون من تنظيف الأسنان بالفرشاة ومعجون الأسنان المحتوي على الفلورايد مرتين يومياً واستخدام خيط الأسنان، يجب أن يتم الفحص المنتظم عند الطبيب كل ستة أشهر. أما الأطفال والبالغين غير القادرين على الاعتناء بأسنانهم فيجب مساعدتهم في الحفاظ على نظافة الفم لتجنب فقدان أسنانهم.
تقل خطورة كدمات الفم وإصابات الأسنان في الألعاب الرياضية التي يتطلب فيها الاحتكاك الجسدي وذلك بارتداء حماء الفم والخوذات ذات قناع الوجه (مثل خوذة كرة القدم الأمريكية، وقناع حارس المرمى).
يستخدم الواق الليلي (nightguard) في حالات طحن أو صرير الأسنان (bruxism) أثناء النوم. وظيفة هذا الواق هو الحد من تآكل الأسنان وبالتالي يقل فقدان الأسنان.
في دول مثل الولايات المتحدة، اليابان، ألمانيا وإيطاليا هناك علاقة وطيدة بين التدخين وفقدان الأسنان، كما أن تدخين السجائر يزيد من خطر فقدان الأسنان. بالإضافة إلى ذلك وجدت الدراسات أن الأشخاص المتوقفون عن التدخين يقل فقدانهم للأسنان.
التغذية السليمة تقي من فقدان الأسنان وذلك لأنها تزود بالعناصر الغذائية اللازمة للحفاظ على قوة مينا الأسنان.
يحدث فقدان الأسنان أكثر للأشخاص الأدنى في المستوى الاجتماعي والاقتصادي.

### نتيجة لمرض
قد يحدث فقدان الأسنان بالتزامن أو كعرض ثانوي أو نتيجة لمرض ما. والأمراض قد تتسبب في مرض الخلايا الداعمة أو فقدان العظم فتؤدي إلى فقدان الأسنان. وبناءً على ذلك فإن أمراض الأنسجة الداعمة قد تسبب زيادة العدوى فتعرض الشخص للإصابة بأمراض أخرى. الأمراض التي لها علاقة في العادة بفقدان الأسنان (ولكنها ليست مقصورة عليهم): أمراض القلب والأوعية الدموية،  الأورام السرطانية، , تخلخل العظم (osteoporosis)،  وداء السكري. ولذلك من المهم الحفاظ على صحة عامة جيدة وليس صحة الفم فقط.

## تعويض السن المفقود
الحماية القصوى للأسنان الطبيعية هو الأفضل للأكل والمضغ، ولكن هناك ثلاث طرق أساسية لتعويض الأسنان المفقودة، والتي تتضمن جسر الأسنان الثابت، طقم الأسنان، وزراعة الأسنان، كل طريقة من الطرق السابقة لها مزايا وعيوب. من المهم الأخذ في الاعتبار رأي المريض وحالته الصحية والمادية. من المستحسن للمريض الذي يعاني من فقدان الأسنان زيارة الطبيب لمناقشة أنسب طريقة لحالته أو لحالتها لتعويض الأسنان المفقودة. وقد تبين أن الاستبدال الغير متحرك مثل جسر الأسنان أو زرع الأسنان يزود المريض بأفضل شعور بالأمن والسعادة.

## الأبحاث
نجح الباحثون في اليابان في إعادة إنماء أسنان بكامل فعاليتها في الفئران. استخرجت الخلايا الطلائية والوسيطة في الفئران ونمت لتنتج برعم سن، ثم يزرع هذا البرعم في العظم مكان السن المفقود. لاحقاً تبزغ السن في هذا الفراغ بتراكيب داخلية وخارجية صحيحة وبكامل قوتها وصلابتها وحساسيتها، لتقابل في النهاية السن المقابل بطريقة مماثلة للسن الطبيعي. هذه التقنية قد تصبح علاجاً مستقبلياً لاستبدال الأسنان المفقودة.

## وصلات خارجية
- Avulsion - Dental Trauma Guide
- Traumatic Dental Injuries - American Association of Endodontists
- تعويض الأسنان المفقودة عبر عملية الزراعة - أسرار النجاح
- Two options for replacing lost teeth - Harvard Health